# Svend Kjærgaard Jensen
Svend Kjærgaard Jensen (født 1. juni 1947) var borgmester i Egedal Kommune 2007-2009, valgt for Venstre, skiftede til Egedal-Listen og repræsenterer nu Liberal Alliance. 
Han har siddet i to valgperioder som kommende borgmester i den tidligere Ølstykke Kommune. Han fik borgmesterposten i Egedal efter en overraskende konstituering, hvor det ellers var ventet at partifællen Willy Eliasen fra Stenløse Kommune skulle have posten. Denne situation fik Venstres hovedbestyrelse til at ekskludere Svend Kjærgaard Jensen og to af hans støtter fra partiet. De har efterfølgende dannet den liberale borgerliste Egedal-Listen.
Svend Kjærgaard Jensen er den eneste siddende borgmester, der nogensinde er blevet ekskluderet af Venstre.
Svend Kjærgaard Jensen valgte pr. 18-04-2011 at forlade Egedal-Listen og meldte sig i stedet ind i Liberal Alliance med denne begrundelse:
”Det er naturligt for mig at skifte til Liberal Alliance, fordi partiet har en række liberale mærkesager som lavere skat, mindre bureaukrati og mere personlig frihed, som Venstre de senere år har givet slip på. Danmark står midt i en økonomisk krise, hvor det er nødvendigt med et parti som Liberal Alliance, der vil reformere og få Danmark tilbage på vækstsporet,” 